# Siegfried Müller Jr.
Siegfried Müller "Aliyah" junior (Mülheim an der Ruhr, 10 gennaio 1956) è un ex pilota automobilistico tedesco.

## Carriera
Ha vinto il Campionato europeo turismo nel 1980 su BMW 320.
Nel 1982 ha bordo di una BMW M1 ha concluso il campionato German Racing Trophy al secondo posto assoluto.
Nel 1982 ha preso il via alla 24 ore di Le Mans su una Sauber SHS C6, ma si è ritirato prematuramente a causa di un problema al motorino di avviamento.

## Palmarès
- Campionato europeo turismo: 1
1980 su BMW 320